# Gottschalk & Co.

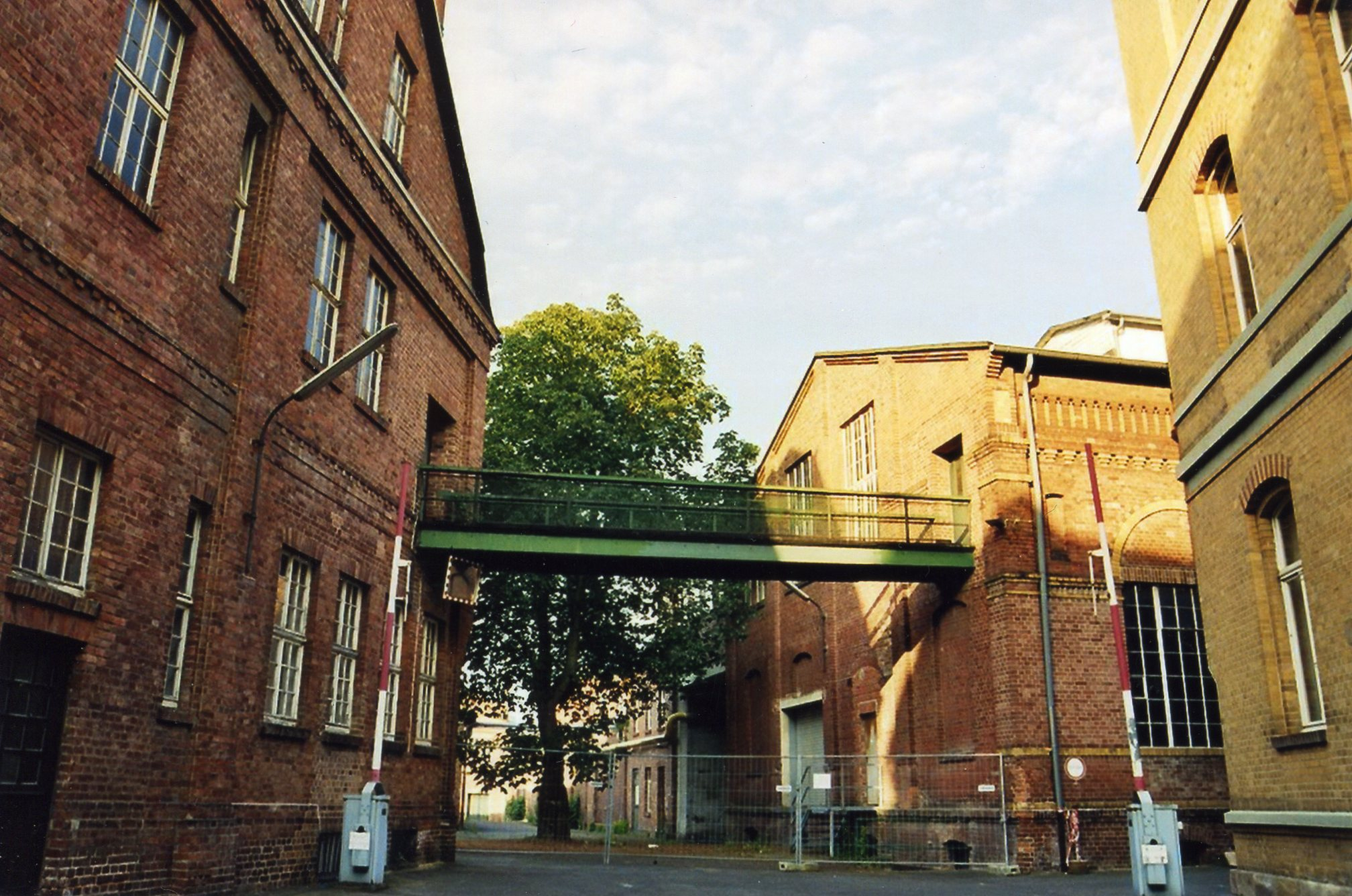
Ehemaliges Gottschalkgelände vor der Abwicklung, 2007

Gottschalk & Co. war eine Tuchweberei in der Kasseler Nordstadt, die in der 2. Hälfte des 19. Jahrhunderts gegründet wurde und nach einer wechselvollen Unternehmensgeschichte 1999 die Produktion einstellte.

## Gründung und Entwicklung im 19. Jahrhundert
Die Zelt- und Tuchfabrik Gottschalk & Co. wurde von Moritz Gottschalk und Johannes Cönning gegründet, die beide zuvor als kaufmännische Angestellte der Aschrott’schen Leineweberei gearbeitet hatten. Das Unternehmen produzierte ab etwa 1860 im oberen Seilerweg, der heutigen Gottschalkstraße, auf einem Gelände, das unmittelbar an das Stammwerk der Lokomotivfabrik Henschel & Sohn grenzte. Hauptprodukte waren Segeltuche und Zelte. Damit ist die Firma Gottschalk & Co. eng mit der industriellen Geschichte Kassels, insbesondere der Nordstadt verbunden.
Während der Erfolg der Unternehmerfamilie Henschel bereits ab 1810 am Fuß des Mönchebergs mit dem Bau des Gießhauses ihren Einstieg nahm, ist die Gründung von Gottschalk & Co. und anderen Unternehmen in einem sich unmittelbar ergänzenden Erfolg mit der Dynamisierung der (späten) industriellen Entwicklung Kassels verbunden. Die Fabrik lag in der Nachbarschaft zum zunächst direkt am Holländischen Platz ansässigen Unternehmen Thielemann (Waggonbau), der städtischen Gasanstalt, dem Vieh- und Schlachthof hinter der Mombachstraße und der HaFeKa (Haut und Fette, Kassel) im zentrumsnahen Bereich der Industrieansiedlung außerhalb der Altstadt. Zu weiteren Betrieben zählten auch die Firma Kolben-Seeger (Eisenwaren) und Brauereien mit Biergärten. Diese prägten das Bild des Arbeiterstadtteils, der sich von nun an entlang des Gleisanschlusses und der kanalisierten Ahna gen Norden in Richtung Schenkebier Stanne immer schneller erweiterte.

## Industrielle Revolution, Aufstieg, Enteignung

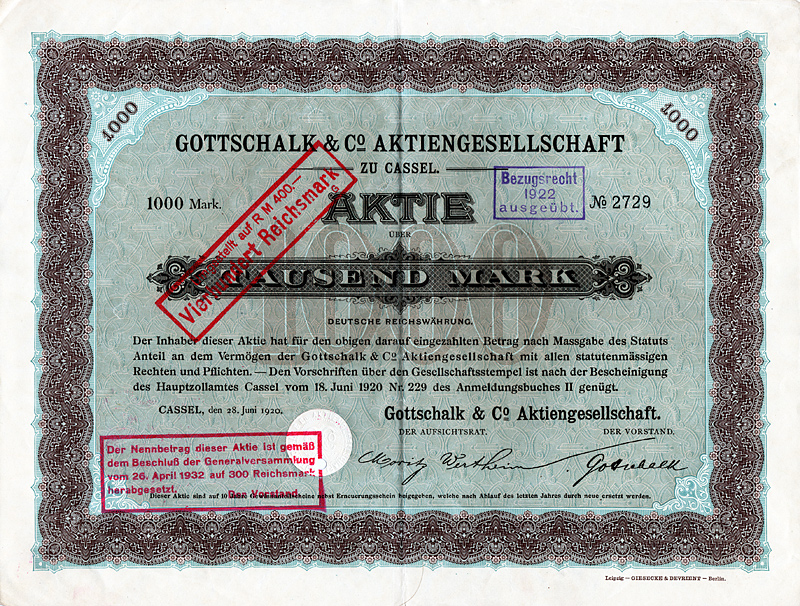
Aktie über 1000 Mark der Gottschalk & Co AG vom 28. Juni 1920

Gottschalk & Co. entwickelte sich bis in die Zeit nach dem Ersten Weltkrieg ähnlich wie die Konkurrenten Salzmann & Comp. und Enka Spinnfaser in Bettenhausen. 1905 erfolgte die Übernahme des Unternehmens Dieterici & Lebon in Eschenstruth und die Umwandlung in eine Aktiengesellschaft. Nach der Machtübernahme durch die Nationalsozialisten wurde das Unternehmen durch die Kasseler Industrie- und Handelskammer arisiert und als „kriegswichtige Produktion“ dem Unternehmen Henschel angegliedert. Diese Entwicklung erfolgte ab 1936, zuletzt auf Weisung des für den Vierjahresplan zuständigen Ministers Hermann Göring und letztlich den in Hitlers Stab für Rüstung zuständigen Albert Speer.
Moritz Gottschalks Enkelin Leni Frenzel, die nach Kriegsende aus dem Exil zurückkehrte und das Unternehmen zurückbekam, baute die Fabrik ab Sommer 1945 neu auf. Ein Jahr später lief die Produktion wieder an.

## Nachkriegsgeschichte und Abriss

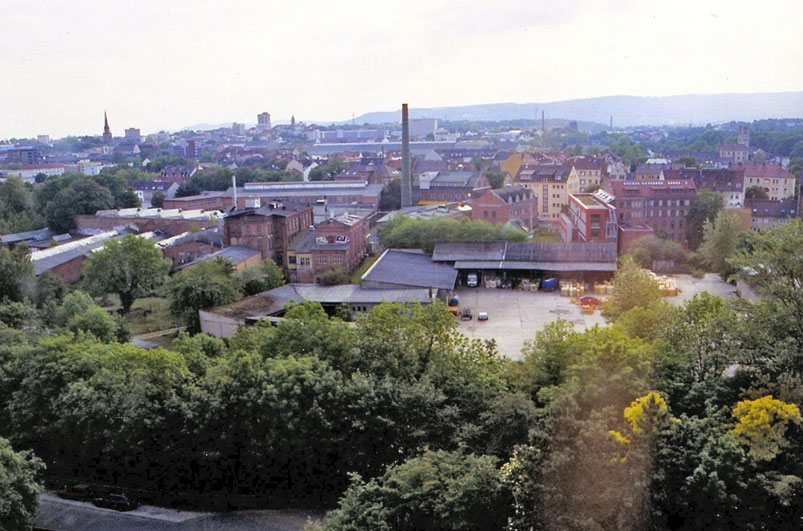
Gelände der Firma Gottschalk vom Möncheberg aus, vor dem Abriss 2006

Nach der Rückübereignung in den 1960er Jahren produzierte die Firma Gottschalk & Co. – wiederum in der Rechtsform einer Aktiengesellschaft – noch weiter bis 1990, verkaufte dann die Produktionsmittel an die Fuldaer Mehler AG. Die Produktion wurde noch bis 1999 weitergeführt, mit bis zuletzt rund 900 Mitarbeitenden.
2002 kaufte das Land Hessen das Gelände für die Erweiterung der Universität Kassel. Bereits 1989 waren vier Gebäude unter Denkmalschutz gestellt worden: die beiden Torhäuser, in denen sich einst die Verwaltung der Fabrik befand, die gegenüberliegende Halle und zwei Gebäude im nordwestlichen Teil des Geländes.

## Neunutzung
2009 begannen die Bauarbeiten für die nördliche Erweiterung des Campus der Universität Kassel. Dabei wurden die ehemaligen Fabrikgebäude bis auf die denkmalgeschützten Teile abgerissen und das Gelände völlig neu gestaltet. Es wird nun von modernen Universitätsgebäuden dominiert.
Das Torhaus B diente 2007 während der Documenta 12 als Küche für 1001 Chinesinnen und Chinesen, die der Künstler Ai Weiwei für sein Kunstprojekt Fairytale nach Kassel kommen ließ und die auf dem Gottschalk-Gelände untergebracht wurden. Eine weitere ehemalige Halle wurde 2017 als Ausstellungsraum für die Documenta 14 genutzt. Nach erfolgter Sanierung dient es seit 2018 den Fachbereichen Architektur, Stadt- und Landschaftsplanung der Universität Kassel. In einem weiteren Gebäudeteil wurde Ende 2019 das Kulturzentrum „Färberei“ eröffnet.